# Heidi Biebl
Heidi Biebl (ur. 17 lutego 1941 w Oberstaufen, zm. 20 stycznia 2022 w Immenstadt im Allgäu) – niemiecka narciarka alpejska reprezentująca Niemcy Zachodnie, mistrzyni świata i mistrzyni olimpijska.

## Kariera
Największy sukces w karierze odniosła w 1960, kiedy podczas VIII Zimowych Igrzysk Olimpijskich w Squaw Valley wywalczyła złoty medal w zjeździe. W zawodach tych wyprzedziła bezpośrednio Penny Pitou ze Stanów Zjednoczonych oraz Austriaczkę Traudl Hecher. Był to pierwszy w historii medal olimpijski dla Niemiec w tej konkurencji. W chwili zwycięstwa Heidi Biebl miała zaledwie 19 lat, co dało jej tytuł najmłodszej w historii mistrzyni olimpijskiej w narciarstwie alpejskim. Na tej samej imprezie zajęła także 37. miejsce w gigancie oraz 21. miejsce w slalomie. Nie zdołała obronić tytułu podczas rozgrywanych cztery lata później IX Zimowych Igrzysk Olimpijskich w Innsbrucku, zajmując ostatecznie czwarte miejsce. Walkę o podium przegrała tam z Traudl Hecher o 1,21 sekundy. Czwarte miejsce zajęła tam również w slalomie, w którym w walce o medal lepsza była Jean Saubert ze Stanów Zjednoczonych.
Heidi Biebl pięciokrotnie zwyciężała w zawodach SDS-Rennen w Grindelwald: zjazd i kombinację w 1961, kombinację w 1962 oraz slalom i kombinację w 1965. W 1962 wygrała giganta i kombinację podczas zawodów Critérium de la première neige w Val d’Isère, a w 1959 wygrała zjazd podczas zawodów Parsenn-Derby w Davos. Odniosła także trzy zwycięstwa w zawodach Arlberg-Kandahar, wygrywając kombinację w Mürren w 1961 oraz slalom w Sestriere w 1962 i w Sankt Anton am Arlberg w 1965. Ponadto wielokrotnie zdobywała medale mistrzostw kraju, w tym czternaście złotych: w zjeździe w latach 1961, 1962 i 1964, slalomie w latach 1960-1962 i 1965, gigancie w latach 1959, 1961, 1964 i 1965 oraz kombinacji w latach 1961, 1964 i 1965.

## Osiągnięcia

### Igrzyska olimpijskie
| Miejsce | Dzień     | Rok  | Miejscowość  | Konkurencja | Czas biegu  | Strata  | Zwyciężczyni        |
| ------- | --------- | ---- | ------------ | ----------- | ----------- | ------- | ------------------- |
| 1.      | 20 lutego | 1960 | Squaw Valley | Zjazd       | 1:37,6 min  | -       | -                   |
| 37.     | 23 lutego | 1960 | Squaw Valley | Gigant      | 1:39,9 min  | +21,6 s | Yvonne Rüegg        |
| 21.     | 26 lutego | 1960 | Squaw Valley | Slalom      | 1:49,6 min  | +16,9 s | Anne Heggtveit      |
| 4.      | 1 lutego  | 1964 | Innsbruck    | Slalom      | 1:29,86 min | +4,18 s | Christine Goitschel |
| DSQ     | 3 lutego  | 1964 | Innsbruck    | Gigant      | 1:52,24 min | -       | Marielle Goitschel  |
| 4.      | 6 lutego  | 1964 | Innsbruck    | Zjazd       | 1:55,39 min | +2,48 s | Christl Haas        |

### Mistrzostwa świata
| Miejsce | Dzień     | Rok  | Miejscowość  | Konkurencja | Czas biegu  | Strata  | Zwyciężczyni        |
| ------- | --------- | ---- | ------------ | ----------- | ----------- | ------- | ------------------- |
| 1.      | 20 lutego | 1960 | Squaw Valley | Zjazd       | 1:37,6 min  | -       | -                   |
| 37.     | 23 lutego | 1960 | Squaw Valley | Gigant      | 1:39,9 min  | +21,6 s | Yvonne Rüegg        |
| 21.     | 26 lutego | 1960 | Squaw Valley | Slalom      | 1:49,6 min  | +16,9 s | Anne Heggtveit      |
| 4.      | 1 lutego  | 1964 | Innsbruck    | Slalom      | 1:29,86 min | +4,18 s | Christine Goitschel |
| DSQ     | 3 lutego  | 1964 | Innsbruck    | Gigant      | 1:52,24 min | -       | Marielle Goitschel  |
| 4.      | 6 lutego  | 1964 | Innsbruck    | Zjazd       | 1:55,39 min | +2,48 s | Christl Haas        |